# Дражен Ладич
Дражен Ладич е хърватски футболист, играещ на поста вратар. Той е роден на 1 януари 1963 г. в град Чаковец (днес Хърватия). Футболната си кариера Ладич започва в отбора на Вартекс (Вараждин) през 1980 г. След читиригодишен престой във Вараждин, Ладич преминава в Динамо (Загреб). Спортно-техническото ръководство на клуба обаче решава да преотстъпи младия вратар под наем. По този начин Ладич се озовава в редиците на Искра (Бугойно). През 1986 г. след два сезона с босненския Искра, Ладич се завръща в редиците на Динамо (Загреб). В този клуб Ладич остава до 2000 г., което го прави абсолютен рекордьор по брой на изиграните мачове с екипа на Динамо (Загреб). Общо 802 мача изиграва Дражен Ладич с отбора на столичния Динамо. През 1990 г. той играе и два мача за националния отбор на Югославия, срещу Турция и срещу Фарьорските острови след което окончателно се преориентира към поста вратар на националната селекция на Хърватия. Своят дебютен мач за Хърватия Ладич изиграва на 17 октомври 1990 г. в приятелски мач срещу САЩ. За девет години с фланелката на националния отбор Ладич изиграва 59 мача. Ладич участва на Европейското първенство по футбол през 1996 г., както и на Световното първенство по футбол през 1998 г. във Франция, където хърватите печелят бронзовите медали. След приключването на своята активна състезателна дейност Дражен Ладич заема поста треньор на вратарите в националния отбор на Хърватия (2001-2004). През 2006 г. е назначен за старши треньор на националния отбор на Хърватия за младежи до 21 г.